# Uri Zvi Greenberg
Uri Zvi Greenberg (hebreo: אוּרִי צְבִי גְּרִינְבֵּרְג; 22 de septiembre de 1896 - 8 de mayo de 1981; también escrito Uri Zvi Grinberg) fue un poeta, periodista y político israelí que escribió en yiddish y hebreo.
Considerado por muchos como uno de los poetas más importantes de la historia del país, recibió el Premio Israel en 1957 y el Premio Bialik en 1947, 1954 y 1977, todos ellos por sus contribuciones a la buena literatura. Greenberg es considerado el representante más importante del expresionismo modernista en la literatura hebrea y yiddish.

## Biografía
Uri Zvi Greenberg nació en la ciudad de Bilyi Kamin, Galicia, Austria-Hungría, en el seno de una prominente familia jasídica. Se crio en Lemberg (Leópolis), donde recibió una educación religiosa judía tradicional.
En 1915, fue reclutado por el ejército austríaco y luchó en la Primera Guerra Mundial. Su experiencia en el cruce del río Save, donde muchos de sus compañeros de armas murieron o resultaron gravemente heridos, lo afectó profundamente y apareció en sus escritos posteriores durante años.Después de regresar a Lemberg, fue testigo de los pogromos de noviembre de 1918.Greenberg y su familia escaparon milagrosamente de ser fusilados por soldados polacos que celebraban su victoria sobre los ucranianos, una experiencia que lo convenció de que todos los judíos que vivían en el “Reino de la Cruz” se enfrentaban a la aniquilación física.
Greenberg se mudó a Varsovia en 1920, donde escribió para publicaciones literarias radicales de jóvenes poetas judíos.Después de una breve estadía en Berlín, Alemania,emigró al Mandato de Palestina (según los sionistas Eretz Israel) en 1923.
Greenberg pasó la mayor parte de la década de 1930 en Polonia, trabajando como activista revisionista-sionista, hasta el momento en que estalló la Segunda Guerra Mundial en 1939. Al comienzo de la guerra, Greenberg pudo escapar y se mudó al Mandato Británico de Palestina.Sus padres y hermanas se quedaron atrás y posteriormente fueron asesinados durante el Holocausto.
En 1950, Greenberg se casó con Aliza, con quien tuvo tres hijas y dos hijos.Añadió "Tur-Malka" al apellido, pero siguió usando "Greenberg" para honrar a los miembros de la familia que fueron asesinados en el Holocausto.Greenberg era residente de Ramat Gan.

## Carrera literaria

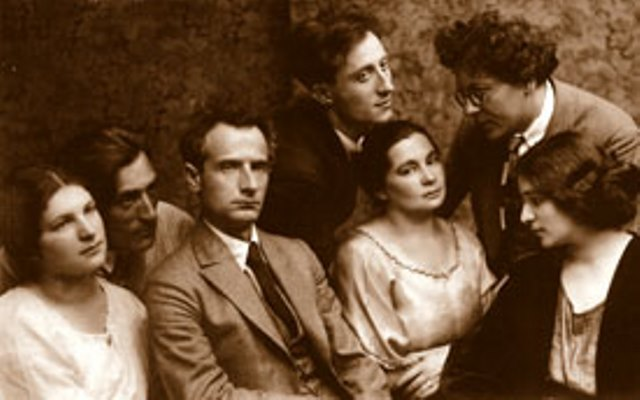
Peretz Hirschbein (izquierda), Uri Zvi Greenberg (de pie en el centro) y Alter Kacyzne (con gafas), 1922

El joven Greenberg fue alentado a escribir por Shmuel Yankev Imber, un poeta neorromántico yiddish, y Tsevi Bikeles-Shpitser, el crítico de teatro yiddish que editaba el periódico local Tagblat.Algunos de sus poemas en yiddish y hebreo fueron publicados cuando tenía 16 años.Sus primeras obras fueron publicadas en 1912 en el semanario sionista laborista Der yidisher arbayter (El trabajador judío) en Leópolis y en hebreo en Ha-Shiloaḥ en Odesa.Su primer libro, en yiddish, fue publicado en Lwów mientras luchaba en el frente serbio. En 1920, Greenberg se mudó a Varsovia, con su animada escena cultural judía. Fue uno de los fundadores de Di Chaliastre (literalmente, "la pandilla"), un grupo de jóvenes escritores yiddish que incluía a Melech Ravitch. También editó una revista literaria en idish, Albatros.A raíz de sus representaciones iconoclastas de Jesús en el segundo número de Albatros, en particular su poema en prosa Royte epl fun veybeymer (Manzanas rojas de los árboles del dolor), la revista incorporó elementos de vanguardia tanto en el contenido como en la tipografía, inspirándose en publicaciones alemanas como Die Aktion y Der Sturm.
La revista fue prohibida por los censores polacos y en noviembre de 1922 Greenberg huyó a Berlín para escapar del procesamiento.Greenberg publicó los dos últimos números de Albatros en Berlín antes de renunciar a la sociedad europea y emigrar a Palestina en diciembre de 1923.
En sus primeros días en Palestina, Greenberg escribió para Davar, uno de los principales periódicos del movimiento sionista laborista. Sus obras representan una síntesis de los valores judíos tradicionales y un enfoque lírico individualista de la vida y sus problemas; se basó en fuentes judías como la Biblia, el Talmud y el libro de oraciones, pero también recibió la influencia de la literatura europea. En el segundo y tercer número de Albatros, Greenberg invoca el dolor como un marcador clave de la era moderna. Este tema se ilustra en Royte epl fun vey beymer (Manzanas rojas del árbol del dolor) y Veytikn-heym af slavisher erd (Hogar del dolor en suelo eslavo).
En sus poemas y artículos advirtió sobre el destino que les aguardaba a los judíos de la diáspora. Después del Holocausto, lamentó que sus terribles profecías se hubieran cumplido.

## Activismo político

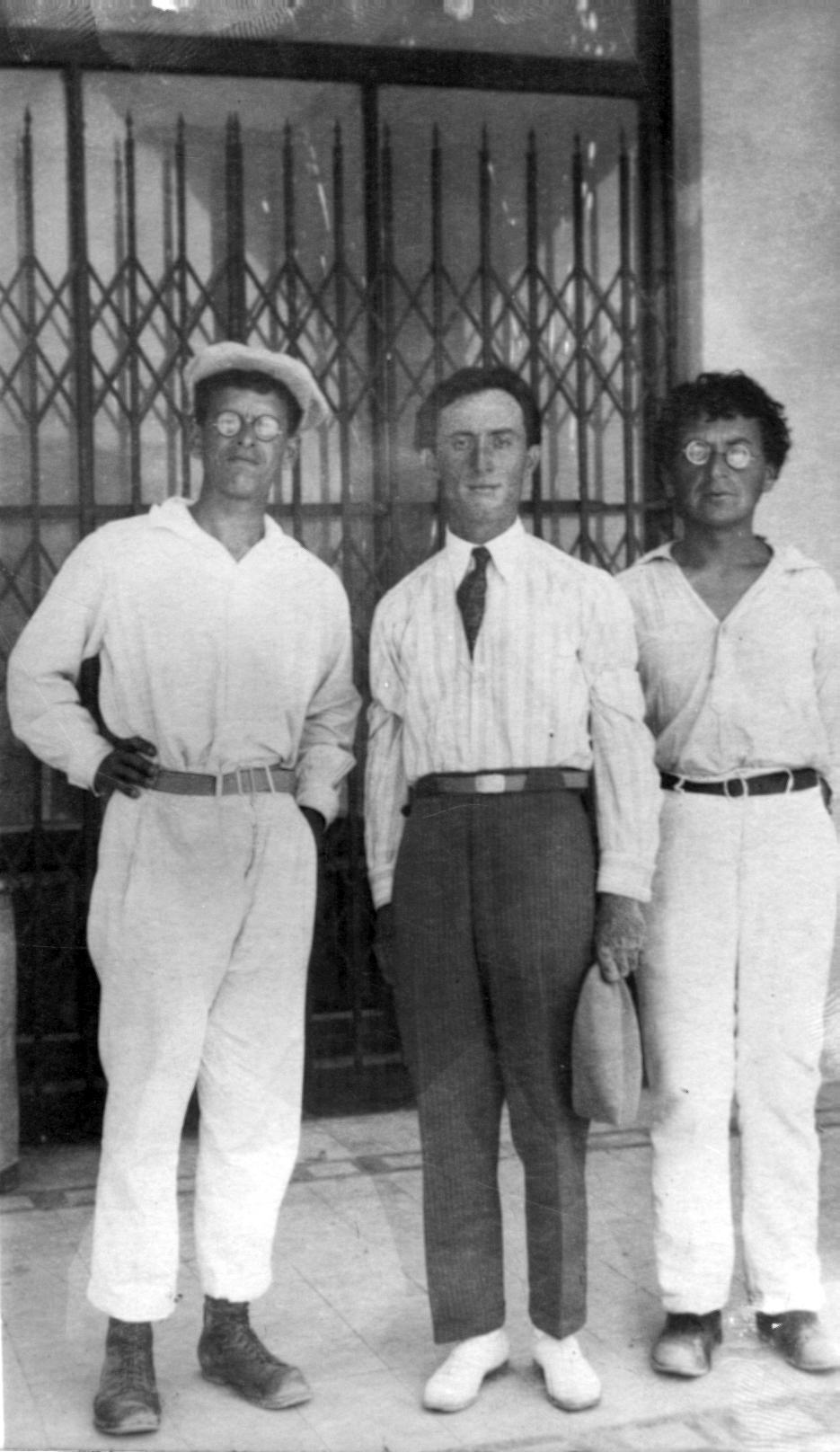
Los fundadores de Brit HaBirionim, Abba Ahimeir, Uri Zvi Greenberg y Yehoshua Yeivin

En 1930, Greenberg se unió al bando revisionista, representando al movimiento revisionista en varios congresos sionistas y en Polonia. Después de la masacre de Hebrón de 1929, se volvió más militante. Con Abba Ahimeir y Yehoshua Yeivin, fundó Brit HaBirionim, una facción clandestina y autodeclarada fascista del movimiento revisionista que adoptó una política activista de violación de las regulaciones mandatarias británicas. A principios de la década de 1930, los miembros del grupo Brit Habirionim interrumpieron un censo patrocinado por los británicos, tocaron el shofar en la oración en el Muro Occidental a pesar de la prohibición británica, realizaron una manifestación de protesta cuando un funcionario colonial británico visitó Tel Aviv y arrancaron banderas nazis de las oficinas alemanas en Jerusalén y Tel Aviv.Cuando los británicos arrestaron a cientos de sus miembros, la organización dejó de existir.
Greenberg creía que el Holocausto era un «resultado trágico pero casi inevitable de la indiferencia judía hacia su destino». Ya en 1923, Greenberg «previó y advirtió sobre la destrucción del judaísmo europeo».
Tras la independencia de Israel en 1948, se unió al movimiento Herut de Menachem Begin. En 1949 fue elegido miembro de la primera Knéset, pero perdió su escaño en las elecciones de 1951. Después de la Guerra de los Seis Días, se unió al Movimiento por el Gran Israel, que defendía la soberanía israelí sobre Cisjordania y otras zonas adyacentes.

## Premios y reconocimientos
- En 1947, 1954 y 1977, Greenberg recibió el Premio Bialik de literatura.[17]
- En 1957, Greenberg recibió el Premio Israel por su contribución a la literatura.[18]
- En 1976, la Knéset celebró una sesión especial en honor a su octogésimo cumpleaños.